# بكوش لخضر
تقع بلدية بكوش لخضر جنوب شرق ولاية سكيكدة تحدها بلدية بن عزوز شمالا، جنوبا بلديتي الركنية وبوعاتي محمود (ولاية قالمة)، شرقا العلمة وبلدية برحال (ولاية عنابة) وغربا بلدية عين شرشار وجزء من بلدية السبت.
تعتبر البلدية بوابة من الجهة الجنوبية الشرقية ورابطا بين ولاية سكيكدة، ولاية عنابة وولاية قالمة إذ تتربع المنطقة على مساحة 153 كم.

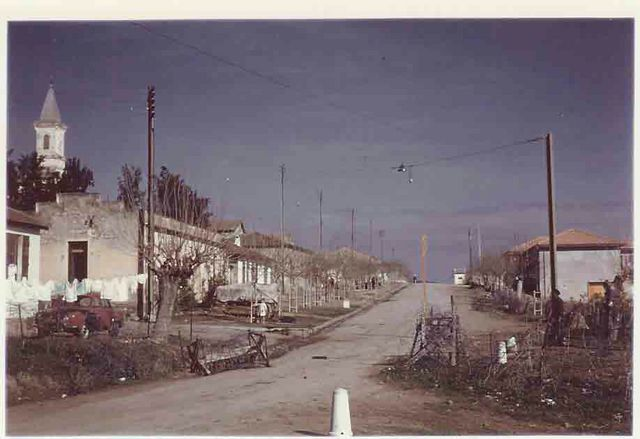
Gastu route de guelma

## السكان

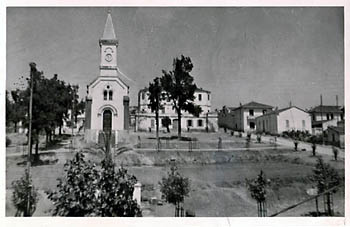
Gastu - L'Eglise

يعمر البلدية 15293 نسمة حسب إحصاءات عام 2008، مقسمة على تجمعات سكانية أساسية كما يلي:
- بكوش لخضر 7868 نسمة.
- مكاسة 3003 نسمة.
- سيدي سعيد 2157 نسمة.

كما تضم البلدية 10 مداشر يعمرها 2265 نسمة

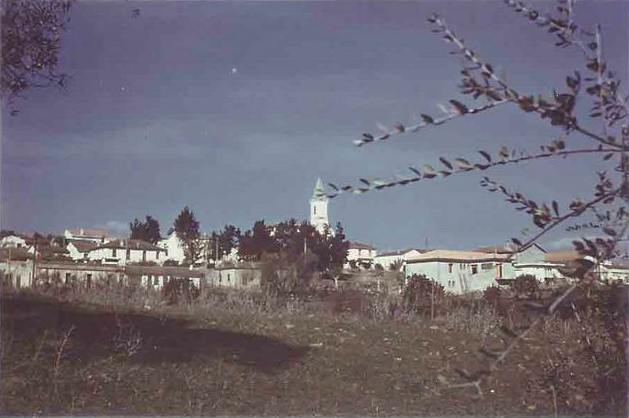
gastu

## أصل تسمية المنطقة
منطقة بكوش لخضر كانت تسمى سابقا «زيت العنبة» وسميت بعد الاحتلال "Gastu"نسبة للضابط الفرنسي الذي توفي في عين المنطقة كما أطلق عليها اسم «زيت النبع» لما عرفت به المنطقة من غنى في إنتاج زيت الزيتون فيعتبر هذا الأخير الاسم الأصلي للمنطقة، لكن لظروف ونزاعات بين المشرفين على التسمية فضلوا أن تحمل المنطقة اسم شهيد «بكوش لخضر» من مواليد عين الزويت بناحية القل والذي استشهد سنة 1958 بالمحيقل بضواحي بلدية السبت في مليلة.

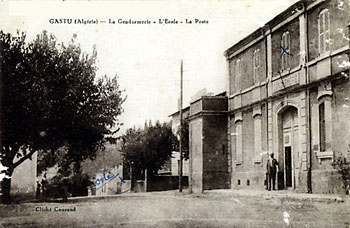
Gastu - La Gendarmerie - L'Ecole - La Poste

## تاريخها
هي مدينة عريقة حيث تتواجد بها ثروات أثرية كالمقبرة المعروفة باسم «مقبرة الرومية» التي تعود إلى حقبة تاريخية قديمة جدا بالإضافة إلى ما وجد من آثار سنة 1970 لعظام رجال عمالقة كما أن المنطقة شهدت عديد المعارك مع المستعمر الفرنسي إذ استولي على 95 بالمئة من الأراضي الصالحة للمنطقة كونها منطقة فلاحية بالدرجة الأولى وقد ضحت بعديد من أبطالها في سبيل الوطن إبان الثورة التحريرية المجيدة.

## أهم مشاريعها
يعتبر سد زيت العنبة مشروع القرن بالنسبة للمنطقة إذ تقدر سعته بـ 120 مليون متر مكعب إذ يعتبر مكسبا للمنطقة ومصدر ري للفلاحين ومنبع شرب العديد من المناطق.